# Campionatul Național de Fotbal al României 1926-1927
Sezonul 1926-1927 al Campionatului Național a fost cea de-a 15-a ediție a Campionatului de Fotbal al României. Chinezul Timișoara a devenit campioană pentru a șasea și ultima oară în istoria sa. Recordul de șase titluri obținute a fost menținut timp de 13 ani, atunci când, la sfârșitul sezonului 1939-1940, Venus București a devenit campioană pentru a șaptea oară. Mai mult decât atât, Chinezul încă deține recordul de șase titluri consecutive, pe care îl împarte cu Steaua București, cea care a cucerit și ea titlurile naționale între 1993-94 și 1997-98.
Au avut loc 16 turnee regionale, dintre care doar 14 își trimiteau câștigătoarele în faza națională, fără Constanța și Oltenia.

## Faza națională

### Rundele de calificare
| 29 mai 1927 | Dacia Galați | 2 – 2 | Franco-Româna⁠(d) | Galați |
| 29 mai 1927 |              |       |                  | Galați |

|  | Dacia Galați | 6 – 1 | Concordia Iași | Galați |
|  |              |       |                | Galați |

| 26 iunie 1927 | Universitatea Cluj | 2 – 0 | Mureșul Târgu Mureș | Cluj |
| 26 iunie 1927 |                    |       |                     | Cluj |

| 26 iunie 1927 | Stăruința Oradea | 0 – 1 | Olimpia Satu Mare | Oradea |
| 26 iunie 1927 |                  |       |                   | Oradea |

### Runda preliminară
| 3 iulie 1927 | SG Sibiu           | 2 – 3 | Unirea Tricolor                   | Sibiu Arbitru: Szabo (Brașov) |
| 3 iulie 1927 | Puchlapek 50', 55' |       | Maior 47' Jean Niculescu 78', 88' | Sibiu Arbitru: Szabo (Brașov) |

| 3 iulie 1927 | M.V. Chișinău                                               | 6 – 0 | Maccabi Cernăuți | Chișinău Arbitru: Costel Rădulescu (București) |
| 3 iulie 1927 | P.Vâlcov 1' Dranker 15' Antoniuc 18', 56' C.Vâlcov 60', 67' |       |                  | Chișinău Arbitru: Costel Rădulescu (București) |

### Sferturile de finală
| 10 iulie 1927 | Dacia Galați | 1 – 7 | Colțea Brașov | Galați |
| 10 iulie 1927 |              |       |               | Galați |

| 10 iulie 1927 | Unirea Tricolor | 4 – 4 | M.V. Chișinău | Stadion Romcomit, București |
| 10 iulie 1927 |                 |       |               | Stadion Romcomit, București |

Rejucare
| 11 iulie 1927 | Unirea Tricolor | 3 – 1 | M.V. Chișinău | Stadion Romcomit, București |
| 11 iulie 1927 |                 |       |               | Stadion Romcomit, București |

| 17 iulie 1927 | Universitatea Cluj                   | 3 – 0 | AMEF Arad | Cluj |
| 17 iulie 1927 | Istvanffy 35' Bunci 47' Cipcigan 50' |       |           | Cluj |

| 17 iulie 1927 | Chinezul | 6 – 1 | Olimpia Satu Mare | Timișoara |
| 17 iulie 1927 |          |       |                   | Timișoara |

### Semifinale
| 31 iulie 1927 | Chinezul                           | 5 – 2 | Universitatea Cluj | Stadion Gloria CFR, Arad |
| 31 iulie 1927 | Teleki 10', 37', 80' Vogl 20', 57' |       | Istvanffy          | Stadion Gloria CFR, Arad |

| 31 iulie 1927 | Colțea Brașov                        | 4 – 1 | Unirea Tricolor | Brașov Arbitru: Voiuțchi (Cernăuți) |
| 31 iulie 1927 | Auer II 10', 20' (pen.), ?' Torek ?' |       | Kugelbauer 51'  | Brașov Arbitru: Voiuțchi (Cernăuți) |

### Finala
| 7 august 1927 | Chinezul           | 2 – 2 | Colțea Brașov                  | Arad Arbitru: Titus Vațianu (Arad) |
| 7 august 1927 | Vogl 63' Matek 82' |       | Auer II 73' (pen.), 84' (pen.) | Arad Arbitru: Titus Vațianu (Arad) |

Rejucare
| 8 august 1927 | Chinezul | 4 – 3 | Colțea Brașov | Arad |
| 8 august 1927 |          |       |               | Arad |

| Câștigătorii Campionatului Național ediția 1926/1927 |
| ---------------------------------------------------- |
| Chinezul Timișoara Al 6-lea Titlu                    |